# Premi Grawemeyer
El Premi Grawemeyer («Grawemeyer Award») és un premi anual nord-americà que originalment premiava una composició musical. Va ser instituït per H. Charles Grawemeyer —industrial, empresari i mecenes— a la Universitat de Louisville en 1984.

## Història del premi
El 1983, Charles Grawemeyer es va reunir amb el Dr. Jerry Ball, degà de l'Escola de Música de la Universitat de Louisville, per discutir sobre la idea de crear un premi de música, sense que Grawemeyer estigués segur de merèixer tal honor. Així que van parlar sobre composició, concloent la conversa de Mr. Grawemeyer, segons el Dr. Ball, amb "si fem alguna cosa similar potser podríem trobar a un altre Mozart."
El Premi de Composició va ser la primera de les cinc categories del premi (li van seguir el 1988, Idees per millorar l'ordre mundial («Ideas Improving World Order»); el 1989, Educació; el 1990, Religió; i, finalment, el 2000, Psicologia). Sent el primer, va portar gairebé dos anys tancar tots els detalls del programa. El procediment del premi Nobel va ser estudiat i incorporat en part. Però Mr. Grawemeyer volia tenir un jurat més democràtic, i va establir un procés de selecció en tres nivells: en el primer, les universitats i les escoles de música; en el segon, un jurat internacional de professionals; i en el tercer, un jurat d'afeccionats no professionals, però sí ben informats (la Fundació Grawemeyer insisteix que les grans idees no són exclusivament domini d'experts acadèmics).
El premi va ser concedit per primera vegada el 1985, al compositor polonès Witold Lutoslawski, per la seva obra Simfonia núm. 3. Des de llavors, el premi ha adquirit un gran reconeixement internacional com un dels primers premis de composició, al que regularment es presenten entre 150 i 200 composicions de tot el món.
Malgrat l'intent de seleccionar de forma oberta els jurats, el 1998, Kyle Gann va escriure un article en què manifestava que després d'haver repassat els millors premis de composició d'Amèrica del Nord —incloent el Premi Pulitzer, el Premi Grawemeyer, el Prix de Rome, el Premi Koussevitsky, el Premi Guggenheim, el Fromm Commission i el Premi Copland Fund, entre altres— va descobrir que el panell de premis sovint incloïa els mateixos set noms que repetidament formaven els jurats: Gunther Schuller, Joseph Schwantner, Jacob Druckman (ja mort), George Perle, John Harbison, Mario Davidovsky i Bernard Rands. Gann va concloure que, ja que tots eren homes blancs i del mateix entorn estètic eurocèntric, els premis de composició de les dues últimes dècades als EUA havia estat desafortunadament mediatitzats.

## Funcionament del premi
El premi va ser dotat inicialment amb un fons de 9 milions de dòlars per la Fundació Grawemeyer («Grawemeyer Foundation»). La quantia del premi inicial era, per a cadascuna de les categories, de 150.000 $, quantitat que va ser incrementada fins als 200.000 $ l'any 2000 (abonable en cinc pagaments anuals de 40.000 $).
Les obres que poden ser presentades seran obres de compositors vius, del tipus que sigui (encara que no limitades): coral, orquestral, de càmera, electrònica, cicle de cançons, dansa, òpera, teatre musical. Hauran haver estat estrenades durant el període de cinc anys anterior a l'any del premi.
Els criteris del jurat seran solament l'excel·lència i l'originalitat. Seran nominats solament compositors i podran ser-ho per organitzacions musicals professionals, interpretis i grups, directors d'orquestra, crítics i editors o directors d'escoles i departaments professionals de música. No és vàlida l'autonominació. S'hauran d'enviar partitures completes, cintes o CD de l'obra completa, carta de presentació del nominant, biografia del compositor, així com l'acceptació que la documentació no serà retornada i romandrà com a fons de l'arxiu de la universitat.
Les obres seran seleccionades inicialment per un comitè de músics. A continuació passaran a ser avaluades per un jurat de tres destacats músics professionals. La selecció final serà feta per set membres, altament informats però que no siguin professionals de la música. La Universitat haurà de sancionar la recomanació final. El premiat haurà de rebre personalment el guardó i donar una conferència a Louisville.

### Composición musical
| Any  | Compositor              | Nacionalitat    | Obra premiada                                            |
| ---- | ----------------------- | --------------- | -------------------------------------------------------- |
| 1985 | Witold Lutoslawski      | Polònia         | Symphony No. 3.                                          |
| 1986 | György Ligeti           | Hongria         | Etudes for piano.                                        |
| 1987 | Harrison Birtwistle     | Regne Unit      | The Mask of Orpheus.                                     |
| 1988 | No hi va haver premiat. |                 |                                                          |
| 1989 | Chinary Ung             | Cambodja        | Inner Voices.                                            |
| 1990 | Joan Tower              | Estats Units    | Silver Ladders.                                          |
| 1991 | John Corigliano         | Estats Units    | Symphony No. 1.                                          |
| 1992 | Krzysztof Penderecki    | Polònia         | Adagio for large orchestra.                              |
| 1993 | Karel Husa              | Txèquia         | Concerto for Cello and Orchestra.                        |
| 1994 | Tōru Takemitsu          | Japó            | Fantasma/Cantos for clarinet and orchestra.              |
| 1995 | John Adams              | Estats Units    | Violin Concerto.                                         |
| 1996 | Ivan Tcherepnin         | Rússia          | Double Concerto for Violin, Cello and Orchestra.         |
| 1997 | Simon Bainbridge        | Regne Unit      | Ad Ora Incerta -- Four Orchestral Songs from Primo Levi. |
| 1998 | Tan Dun                 | R.P. de la Xina | Marco Polo.                                              |
| 1999 | No hi va haver premiat. |                 |                                                          |
| 2000 | Thomas Adès             | Regne Unit      | Asyla.                                                   |
| 2001 | Pierre Boulez           | França          | Sur Incises.                                             |
| 2002 | Aaron Jay Kernis        | Estats Units    | Colored Field.                                           |
| 2003 | Kaija Saariaho          | Finlàndia       | L'amour de loin.                                         |
| 2004 | Unsuk Chin              | R.P. de la Xina | Concerto for Violin and Orchestra.                       |
| 2005 | George Tsontakis        | Estats Units    | Violin Concerto No. 2.                                   |
| 2006 | György Kurtág           | Hongria         | ...Concertante... for violin, viola, and orchestra.      |
| 2007 | Sebastian Currier       | Estats Units    | Static for flute, clarinet, violin, 'cello, and piano    |
| 2008 | Peter Lieberson         | Estats Units    | Neruda Songs                                             |
| 2009 | Brett Dean              | Austràlia       | The Lost Art of Letter Writing                           |
| 2010 | York Hoeller            | Alemanya        | Spheres                                                  |
| 2011 | Louis Andriessen        | Països Baixos   | La Commedia                                              |
| 2012 | Esa-Pekka Salonen       | Finlàndia       | Violin Concerto                                          |
| 2013 | Michel van der Aa       | Països Baixos   | Up-close                                                 |
| 2014 | Djuro Zivkovic          | Sèrbia          | On the Guarding of the Heart                             |
| 2015 | Wolfgang Rihm           | Alemanya        | IN-SCHRIFT 2                                             |

### Educació
- 1989: Bertrand Schwartz
- 1990: Howard Gardner
- 1991: Kieran Egan
- 1992: Carol Gilligan
- 1993: Roland Tharp i Ronald Gallimore
- 1994: John T. Bruer
- 1995: Shirley Brice Heath i Milbrey W. McLaughlin
- 1996: Victoria Purcell-Gates
- 1997: Mike Rose
- 1998: L. Scott Miller
- 1999: No premiat
- 2000: Vanessa Siddle Walker
- 2001: William G. Bowen i Derek Bok
- 2002: Martha Nussbaum
- 2003: Deborah Brandt
- 2004: No premiat
- 2005: Elliot W. Eisner
- 2006: Lee Shulman
- 2007: James Comer
- 2008: Edward Zigler, Walter Gilliam i Stephanie Jones
- 2009: Paul Attewell i David Lavin
- 2010: Keith Stanovich
- 2011: No premiat
- 2012: Limita Darling-Hammond
- 2013: Pasi Sahlberg
- 2014: Diane Ravitch
- 2015: Michael Fullan i Andy Hargreaves

### Contribucions a l'ordre mundial
- 1988: Richard Neustadt i Ernest May
- 1989: Robert Keohane
- 1990: Robert Jervis
- 1991: Informe Brundtland
- 1992: Samuel Huntington; Herman Daly i John Cobb
- 1993: Donald Harman Akenson
- 1994: Mikhail Gorbachev
- 1995: Gareth Evans
- 1996: Max Singer i Aaron Wildavsky
- 1997: Herbert Kelman
- 1998: No premiat
- 1999: No premiat
- 2000: Margaret I. Keck i Kathryn Sikkink
- 2001: Janine Wedel
- 2002: No premiat
- 2003: Stuart Kaufman
- 2004: John Braithwaite i Peter Drahos
- 2005: Francis Deng i Roberta Cohen
- 2006: Fiona Terry
- 2007: Roland Paris
- 2008: Philip Tetlock
- 2009: Michael Johnston
- 2010: Trita Parsi
- 2011: Kevin Bales
- 2012: Severine Autesserre
- 2013: Erica Chenoweth i Maria Stephan
- 2014: Jacques Hymans
- 2015: Mark Weiner

### Psicologia
- 2001: Michael Posner, Marcus Raichle i Steven Petersen
- 2002: James McClelland i David Rumelhart
- 2003: Daniel Kahneman i Amos Tversky
- 2004: Aaron Beck
- 2005: Elizabeth Loftus
- 2006: John O'Keefe i Lynn Nadel
- 2007: Giacomo Rizzolatti, Vittorio Gallesi i Leonardo Fogassi
- 2008: Albert Bandura
- 2009: Anne Treisman
- 2010: Ronald Melzack
- 2011: Walter Mischel
- 2012: Leslie Ungerleider i Mortimer Mishkin
- 2013: Irving Gottesman
- 2014: Antonio Damasio
- 2015: James McGaugh

### Religió
- 1990: I. P. Sanders
- 1991: John Hick
- 1992: Ralph Harper
- 1993: Elizabeth A. Johnson
- 1994: Stephen L. Carter
- 1995: Diana L. Eck
- 1996: No premiat
- 1997: Larry L. Rasmussen
- 1998: Charles Marsh
- 1999: No premiat
- 2000: Jürgen Moltmann
- 2001: James Kugel
- 2002: Miroslav Volf
- 2003: Mark Juergensmeyer
- 2004: Jonathan Sacks
- 2006: Marilynne Robinson
- 2007: Timothy Tyson
- 2008: Margaret A. Farley
- 2009: Donald Shriver Jr.
- 2010: Eboo Patel
- 2011: Luke Timothy Johnson
- 2012: Barbara D. Savage
- 2013: Leila Ahmed
- 2014: Tanya Luhrmann
- 2015: Willie James Jennings